# Arhitectura neoegipteană
Arhitectura neoegipteană e un stil arhitectural care folosește motive și principii ale arhitecturii Egiptului Antic. Apariția e atribuită în general conștientizării publice a monumentelor egiptene antice, generată de cucerirea Egiptului de către Napoleon și înfrângerea amiralului Nelson la Bătălia de la Nil din 1798. Mărimea și monumentalitatea fațadelor „descoperite” în timpul aventurii sale cimentează estetica egipteană asupra elitei pariziene. Napoleon a luat o expediție științifică cu el în Egipt. Publicarea operei expediției, Description de l’Égypte, a început în 1809 și a fost publicată ca o serie până în 1826. Totuși, opere de artă și arhitectură (cum ar fi monumente funerare) în stilul egiptean sunt au fost făcute sau construite ocazional în Europa și în Insulele Britanice de pe vremea Renașterii.

## Istorie

### Influențe egiptene înainte de Napoleon
Cel mai important exemplu este probabil Obeliscul lui Domitian, ridicat în 1651 de Gian Lorenzo Bernini pe vârful Fântânii Celor Patru Râuri din Piața Navona (Roma). A influențat obeliscul construit ca memorial funerar al familiei, de Sir Edward Lovatt Pierce pentru familia Allen, la Stillorgan din Irlanda, în 1717, unul dintre mai multele obeliscuri egiptene ridicate în Irlanda la începutul secolului al XVIII-lea. Altele pot să fie găsite la Belan (Comitatul Kildare); și Dangan (Comitatul Meath).
Mici clădiri neoegiptene cu rol pur decorativ au fost de asemenea construite în grădini. Cele mai elaborate astfel de construcții sunt probabil cele clădite de Frederic I de Württemberg în grădinile Castelului Montbeliard. Ele includeau un pod neoegiptean peste care musafirii mergeau ca să ajungă pe o insulă cu o baie complexă cu influențe egipteane.

### Era postnapoleonică

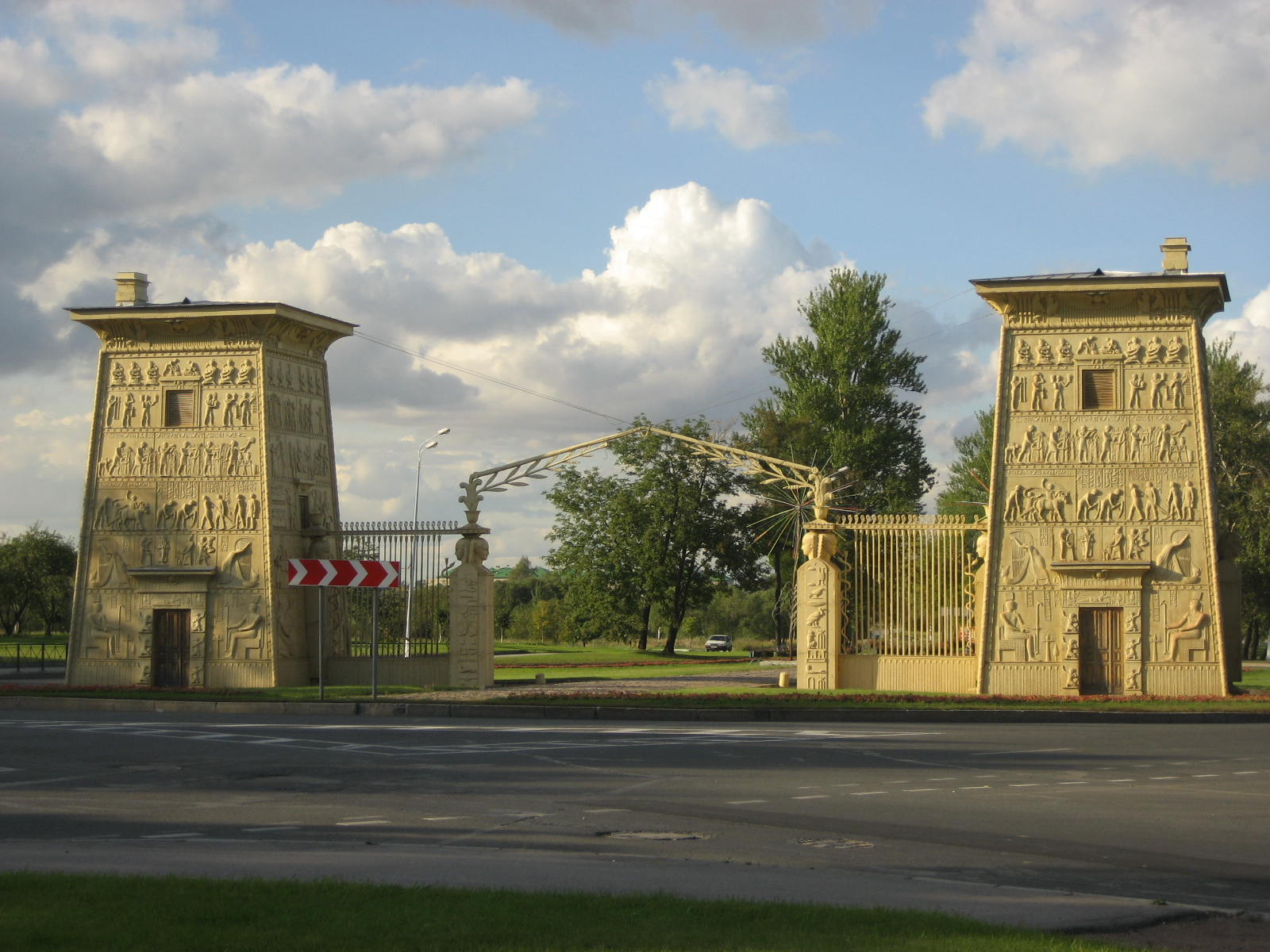
Poarta egipteană (1827–1830) din Țarskoe Selo (Sankt Petersburg, Rusia)

După invazia napoleonică a avut loc o creștere bruscă a numărului de opere de artă, și faptul că, pentru prima dată, au început să fie construite clădiri întregi care semănă cu cele din Egiptul antic. În Franța și Marea Britanie, acest lucru a fost cel puțin parțial inspirat de campaniile de succes de război întreprinse de fiecare țară în Egipt.

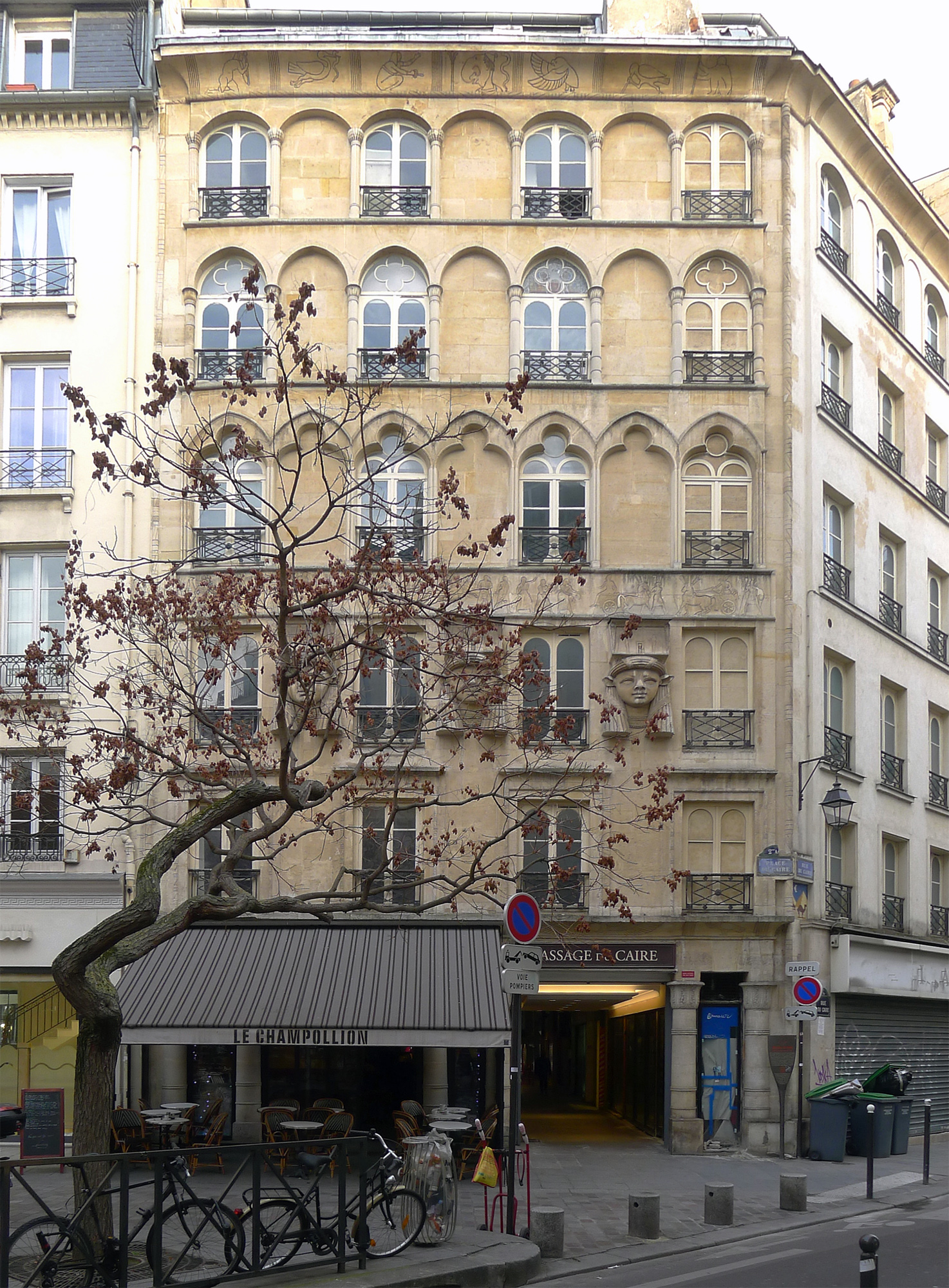
Clădirea Foire du Caire (Place du Caire nr. 2), Paris, de Philippe-Laurent Prétrel (1798), o manifestare timpurie a arhitecturii neoegiptene, având fațada decorată cu capiteluri hatorice

Conform lui David Brownlee, Sinagoga Karlsruhe, construită în 1798, o clădire timpurie a influentului arhitect Friedrich Weinbrenner a fost „prima clădire egipteană mare care a fost ridicată încă din antichitate.” Conform Dianei Muir Appelbaum, aceasta a fost „prima clădire publică (care nu este una cu scop doar decorativ (în engleză: folly), un decor scenic sau un monument funerar) în stilul neoegiptean.” Influența egipteană antică a fost arătată mai ales în cei doi piloni mari care flanchează intrarea; altfel, ferestrele și intrarea secțiunii centrale erau arcade ogive, iar planul general convențional, cu detalii neogotice.
Printre cele mai vechi monumente neoegiptene din Paris se află și Fontaine du Fellah, construită în 1806. A fost proiectată de François-Jean Bralle. Un exemplu bine documentat, distrus după detronarea lui Napoleon, a fost monumentul generalului Louis Desaix din Place des Victoires, construit în 1810. Prezenta o statuie nudă a generalului și un obelisc, ambele așezate pe un postament neoegiptean. Un alt exemplu de loc neoegiptean, care e încă în picioare, este Poarta egipteană din Țarskoe Selo, construită în 1829.
O stradă sau pasaj numit Place du Caire sau Foire du Caire (Târgul Cairo) a fost construită la Paris în 1798 pe fostul amplasament al mănăstirii „Filles de la Charité”. Nr. 2 Place du Caire, din 1828, este, în esență, într-o formă de ansamblu, o structură convențională pariziană, cu magazine la parter și apartamente deasupra, dar cu o ornamentație egipteană considerabilă, incluzând un rând de capete masive de Hathor și o friză a sculptorului J. G. Garraud.
Una dintre primele clădiri britanice cu un interior neoegiptean e biroul de ziare al Curierului de pe Strand din Londra. A fost construit în 1804 și avea o cornișă cavetto și coloane de influență egipteană cu capiteluri palmiforme. Alte exemple britanice timpurii includ Sala Egipteană din Londra, finalizată în 1812, și galeria egipteană, o cameră privată din casa cunoscătorului Thomas Hope pentru a-și afișa antichitățile egiptene și ilustrată în gravuri din desenele sale liniare meticuloase din cartea sa Household Furniture   (1807), fiind o sursă primordială pentru stilul regency al mobilei britanice.

### Reapariții ale stilului

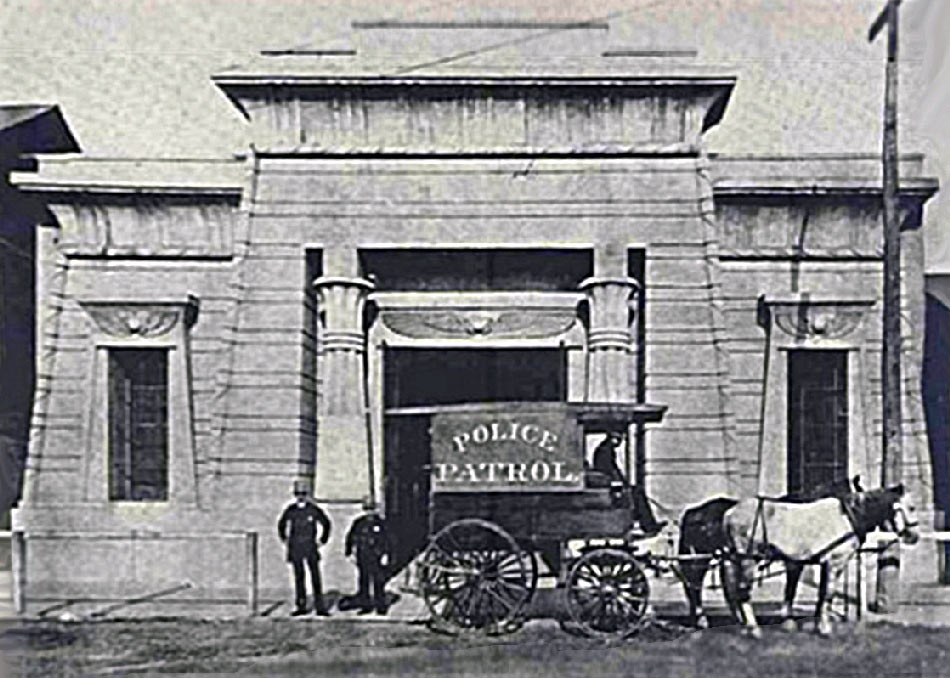
Secție de poliție (1836) în New Orleans

Arhitectura neoegipteană s-a bucurat de o popularitate considerabilă și în alte țări. Prima clădire neoegipteană din Statele Unite a fost sinagoga din 1824 a Congregării Mikveh Israel din Philadelphia (Pennsylvania). A fost urmată de o serie de clădiri publice majore în prima jumătate a secolului al XIX-lea, inclusiv închisoarea Philadelphia County (Philadelphia, Pennsylvania), Secția de Poliție a Districtului al 4-lea din 1836 în New Orleans și închisoarea din New York City din 1838, cunoscută ca The Tombs. Alte clădiri publice neoegiptene includ Biserica Baptistă din 1846 din Essex (Connecticut), clădirea neoegipteană din 1845 a Colegiului Medical din Virginia din Richmond și Casa Customă a Statelor Unite din 1848 din New  Orleans. Cea mai notabilă structură egipteană din Statele Unite e Monumentul lui Washington, început în 1848, obeliscul ăsta avea inițial uși cu cornișe cavetto și discuri de soare înaripate, ulterior eliminate. Muzeul și Memorialul Național al Primului Război Mondial din Kansas City (Missouri) este un alt exemplu de arhitectură și artă neoegipteană.

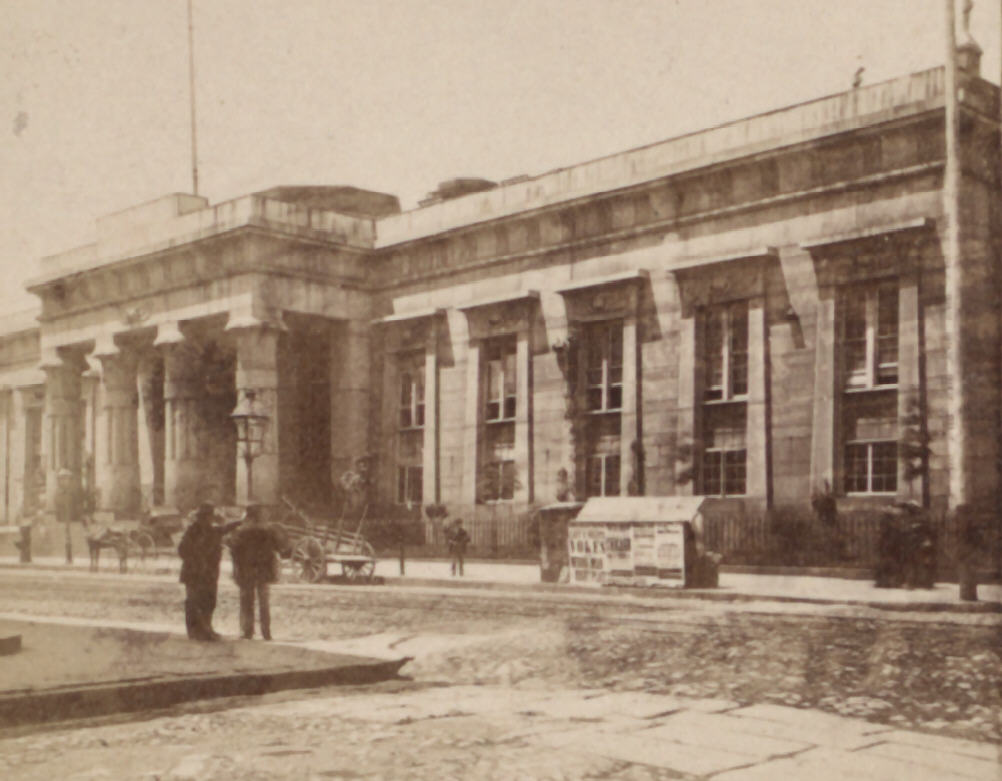
The Tombs (1838) în New York City

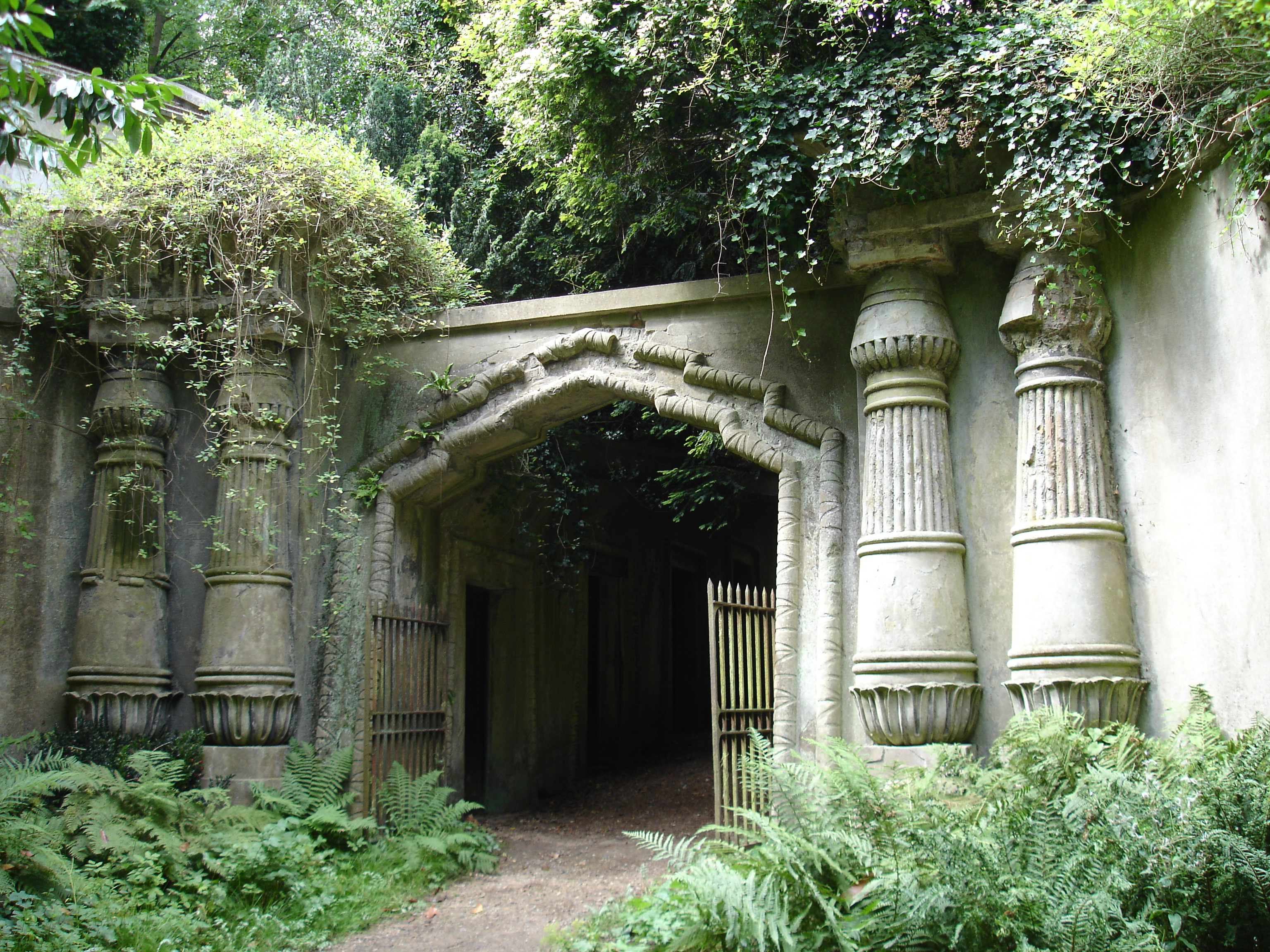
Intrarea Căii Egiptene din Cimitirul Highgate (1838–1839), în Londra

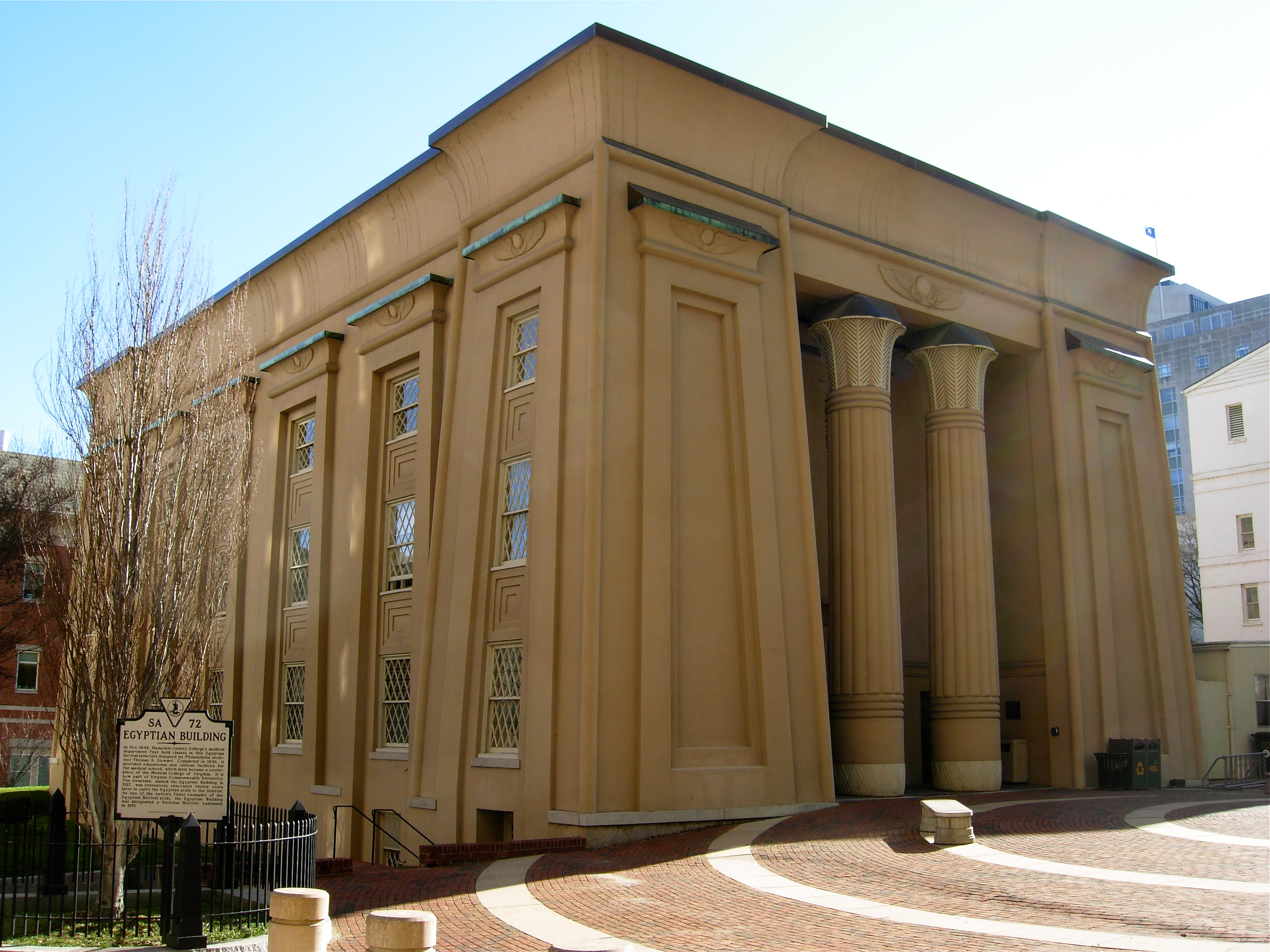
Clădirea Egipteană a Facultății de Medicină din Virginia (1845), în Richmond (Virginia, SUA)

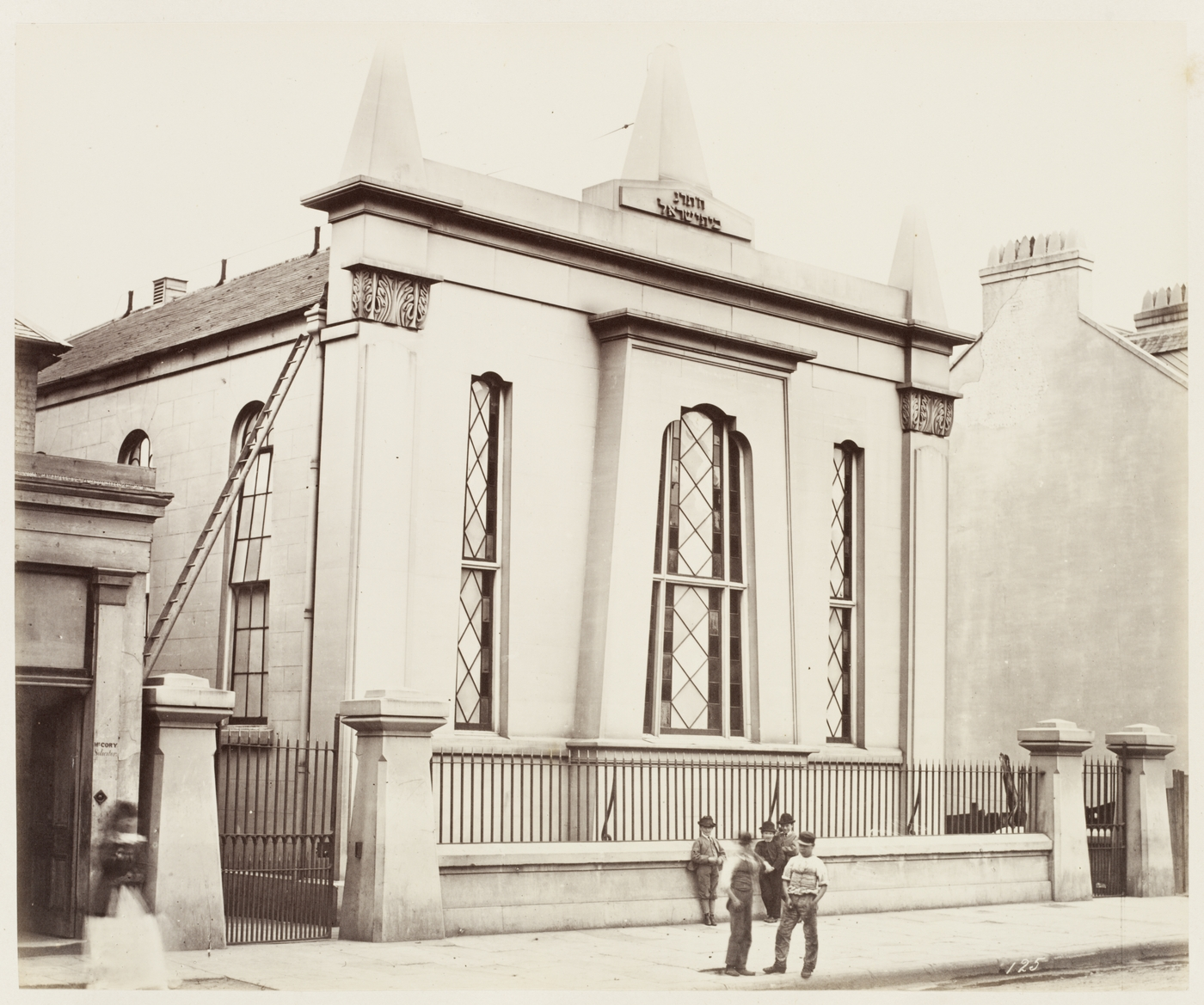
Sinagoga York Street (1878) din Sydney (Australia)

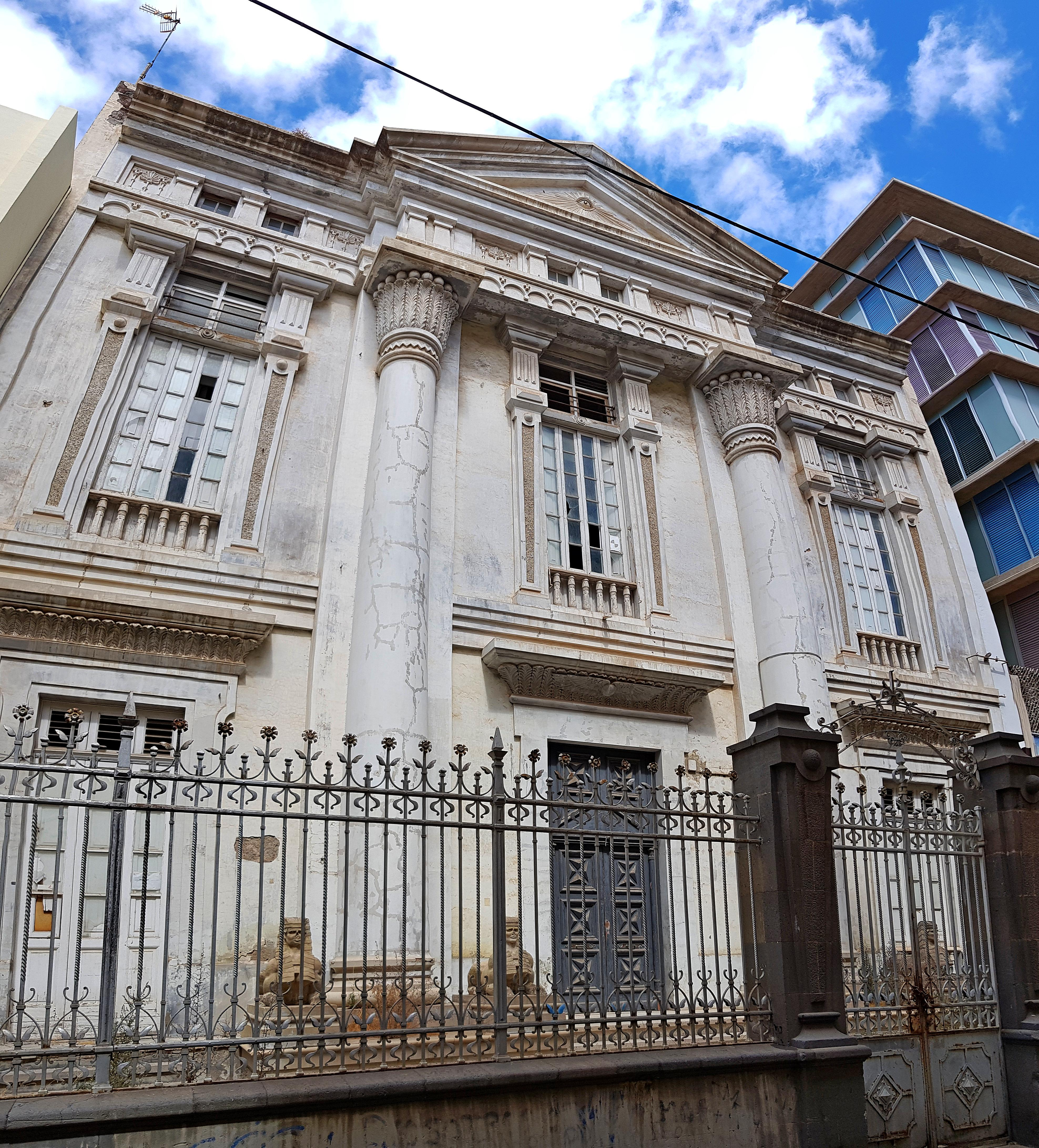
Templul masonic din Santa Cruz de Tenerife (1902) din Santa Cruz de Tenerife (Spania)

Colegiul Sud-African din Colonia britanică a Capului dispune de o „clădire egipteană” construită în 1841; Clădirea Congregației Ebraice din Cape Town este încă în picioare.
Sinagoga York Street a fost prima clădire neoegipteană din Australia, urmată de Sinagogile Hobart, Launceston și Congregația Ebraică din Adelaide, toate până în 1850. Cel mai vechi obelisc din Australia a fost ridicat la Macquarie Place (Sydney) în 1818.
Expediția care a dus la descoperirea în 1922 a comorii mormântului lui Tutankhamon de către arheologul Howard Carter a dus la o reapariție în secolul al XX-lea. Reapariția din timpul anilor’ 1920 este una considerată ca făcând parte din stilul Art Déco. E posibil ca perioada asta să di dat naștere mișcării teatrelor egiptene, în mare măsură limitată în Statele Unite. Stilul decorativ al artelor decorative neoegiptene a și-a făcut prezența în mobilier și alte obiecte de uz casnic, precum și în arhitectură.

## Listă de clădiri
- 18-12 î.Hr.: Piramida lui Cestius (Roma).
- 1798: Sinagoga din Karlsruhe.[10]
- circa 1820: Memorialul lui Elizabeth Donkin (Port Elizabeth, Africa de Sud).
- 1822: Templul egiptean din Parcul Łazienki (Varșovia, Polonia).
- 1824: 42 Fore Street în Hertford, cunoscută local ca Egyptian House (Casa Egipteană), construită unde înainte era un han.[11] Un magazin alimentar din Epoca Victoriană până în anii’ 1960, acum un restaurant.[12]
- 1825–1826: Podul Egiptean din Sankt Petersburg. S-a prăbușit pe 20 ianuarie 1905, totuși un pod nou (1955) încorporează sfinxii și mai multe porțiuni ale acestuia.
- 1826-1830: Monumentul din Groton, în Connecticut (Statele Unite).
- 1827-1830: Poarta egipteană din Țarskoe Selo (Sankt Petersburg).
- 1835-1837: Casa Egipteană din Penzance (Cornwall). Constuită de librarul local John Lavin ca un muzeu, încă e în picioare.
- 1836-1840: Templul Works, o fostă moară de in în districtul industrial din Holbeck (Leeds, Regatul Unit). Construit pentru industriașul textil John Marshall.
- 1838: The Tombs, un complex de instanțe și închisori din New York, de John Haviland. Demolat și înlocuită cu o nouă clădire în 1902.
- 1838-1839: Intrarea Căii Egiptene din Cimitirul Highgate din Londra.
- 1827-1843: Monumentul Bunker Hill din Charlestown (Boston, Massachusetts, SUA).
- 1843: Porțile Cimitirului Mount Auburn din Cambridge (Massachusetts, SUA), proiectate de Jacob Bigelow.
- 1845: Clădirea Egipteană a Facultății de Medicină din Virginia (1845), în Richmond (Virginia, SUA).
- 1856: Prima Biserică Baptistă din Essex (Connecticut).
- 1846–1848: Sinagoga Veche din Canterbury (Anglia, Regatul Unite).
- 1848: Monumentul lui Washington din Washington, D.C. (SUA). Pe lângă faptul că e în formă de obelisc, inițial avea și uși cu cornișe cavetto și discuri solare înaripate, ulterior îndepărtate.
- 1848: Vama Statelor Unite din New Orleans.
- 1849: Farul l'Agulhas, al doilea cel mai vechi far din Africa de Sud, cunoscut și ca „Farul Sudului”.
- 1850: Biserica Presbiteriană din Centrul Orașului din Nashville (Tennessee, SUA). Proiectată de William Strickland.[13] A fost biserica președinților americani Andrew Jackson și James K. Polk.
- 1902: Templul masonic din Santa Cruz de Tenerife si Manuel de Cámara.